# ソロモン作戦

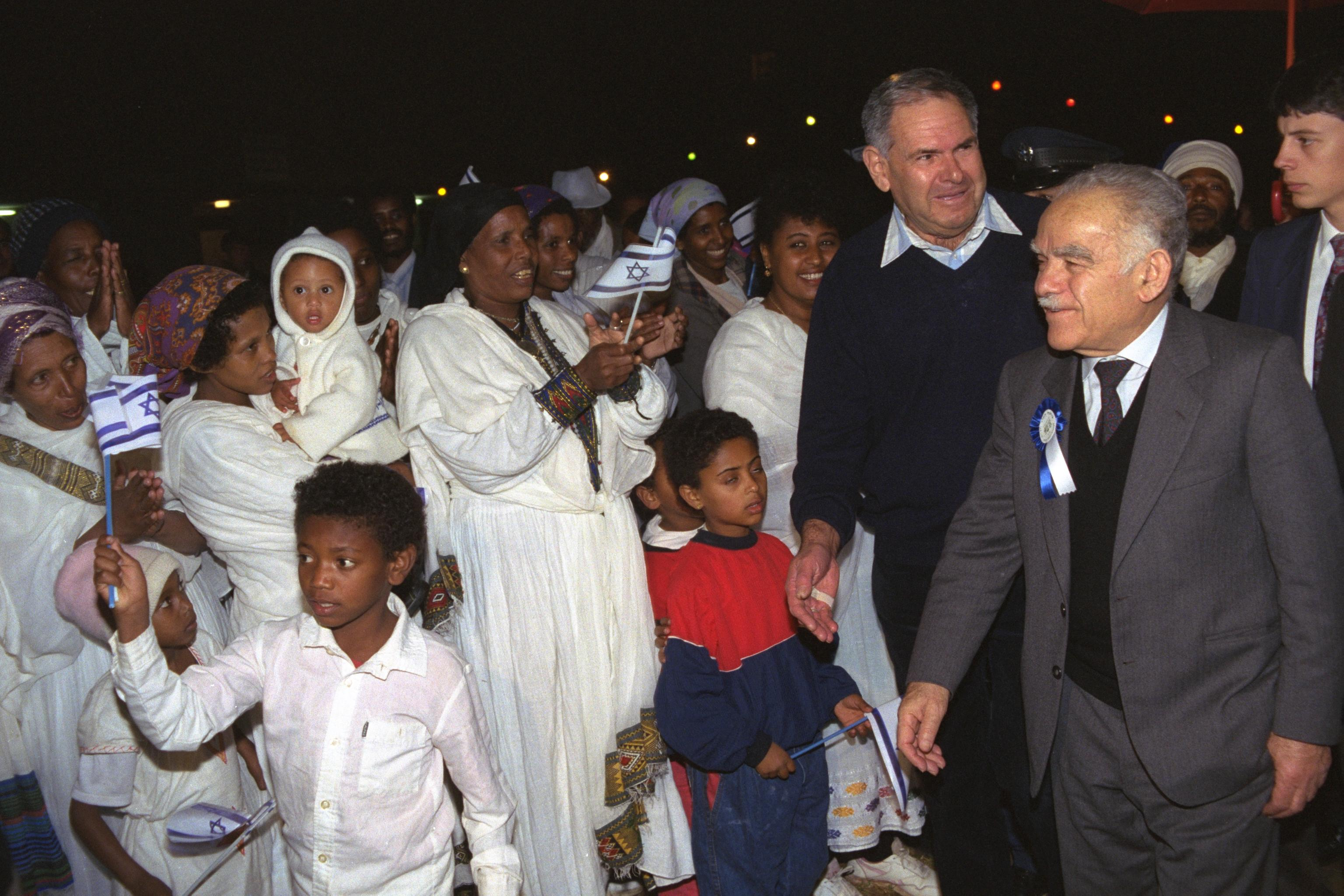
移住者を出迎えるイツハク・シャミル

ソロモン作戦（ソロモンさくせん、英語: Operation Solomon、ヘブライ語: מִבְצָע שלמה, Mivtza Shlomo）は、1991年5月にイスラエル空軍などの協力によって行われた、ベタ・イスラエル（エチオピアのユダヤ教徒たち）をイスラエルへ短時間で大量輸送して脱出させる作戦。

## 概要

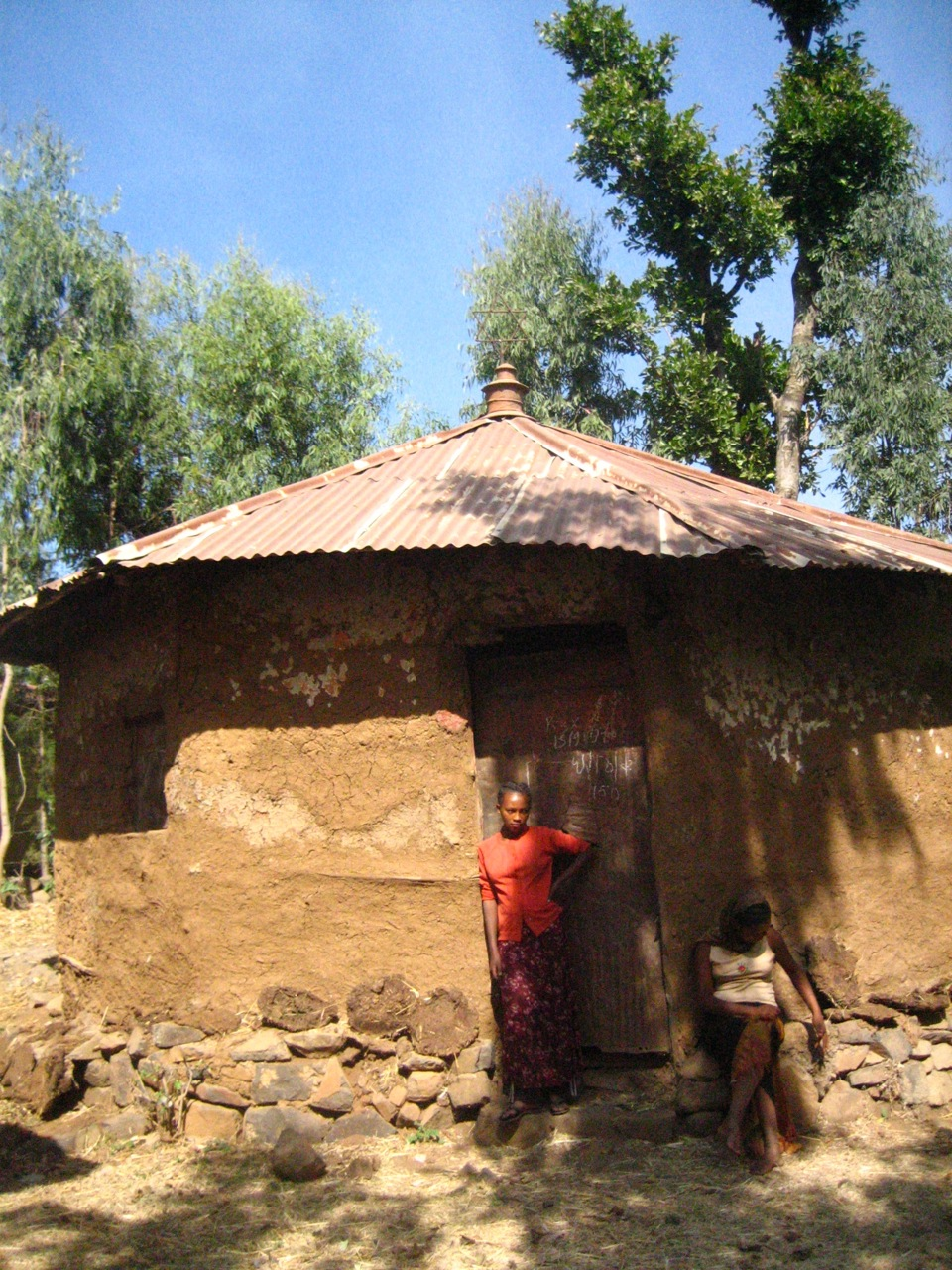
移住によって管理する者がいなくなったため、廃墟となったシナゴーグ

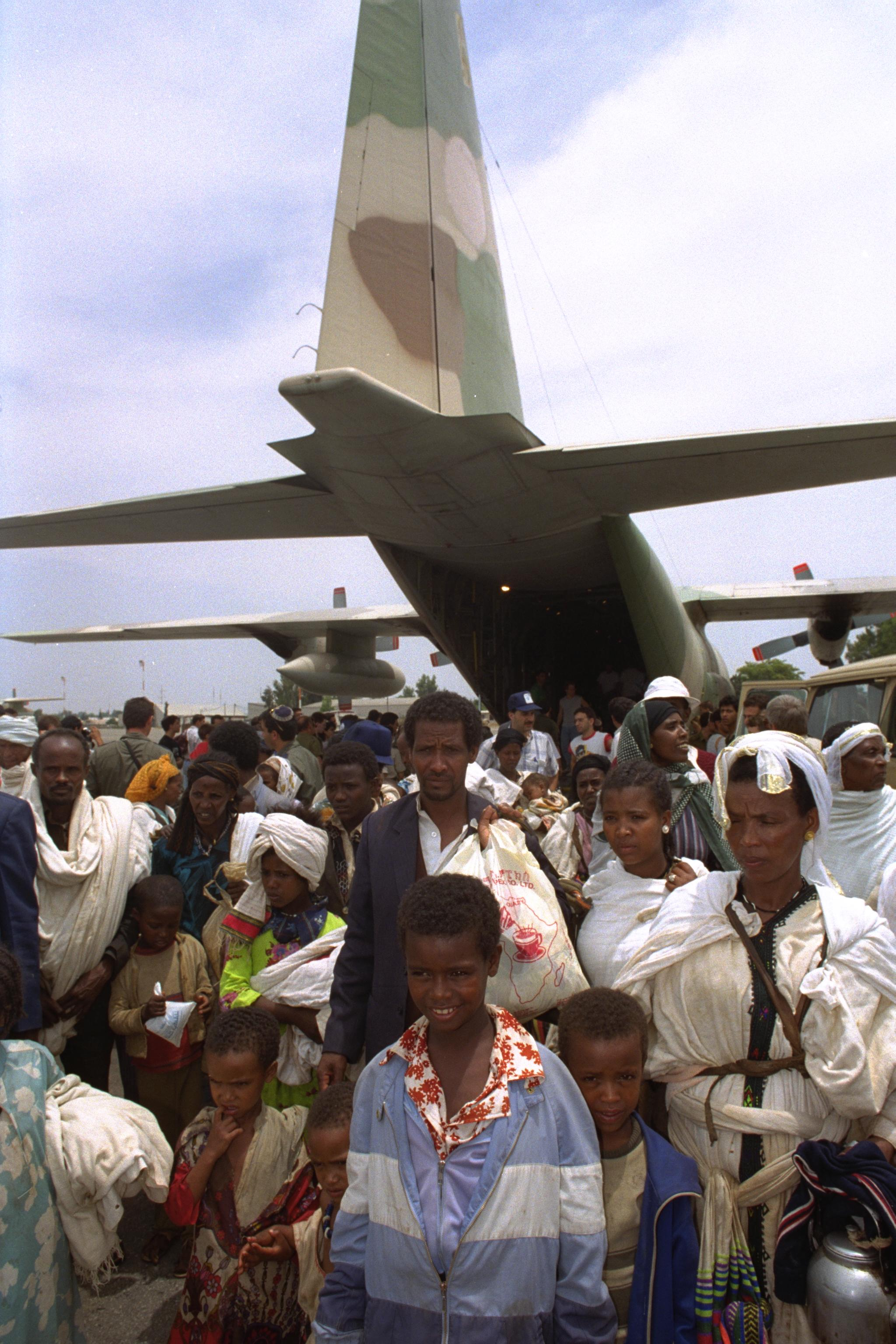
エチオピアからのアリーヤー。背後の航空機は、イスラエル空軍のC-130（1991年5月25日）。

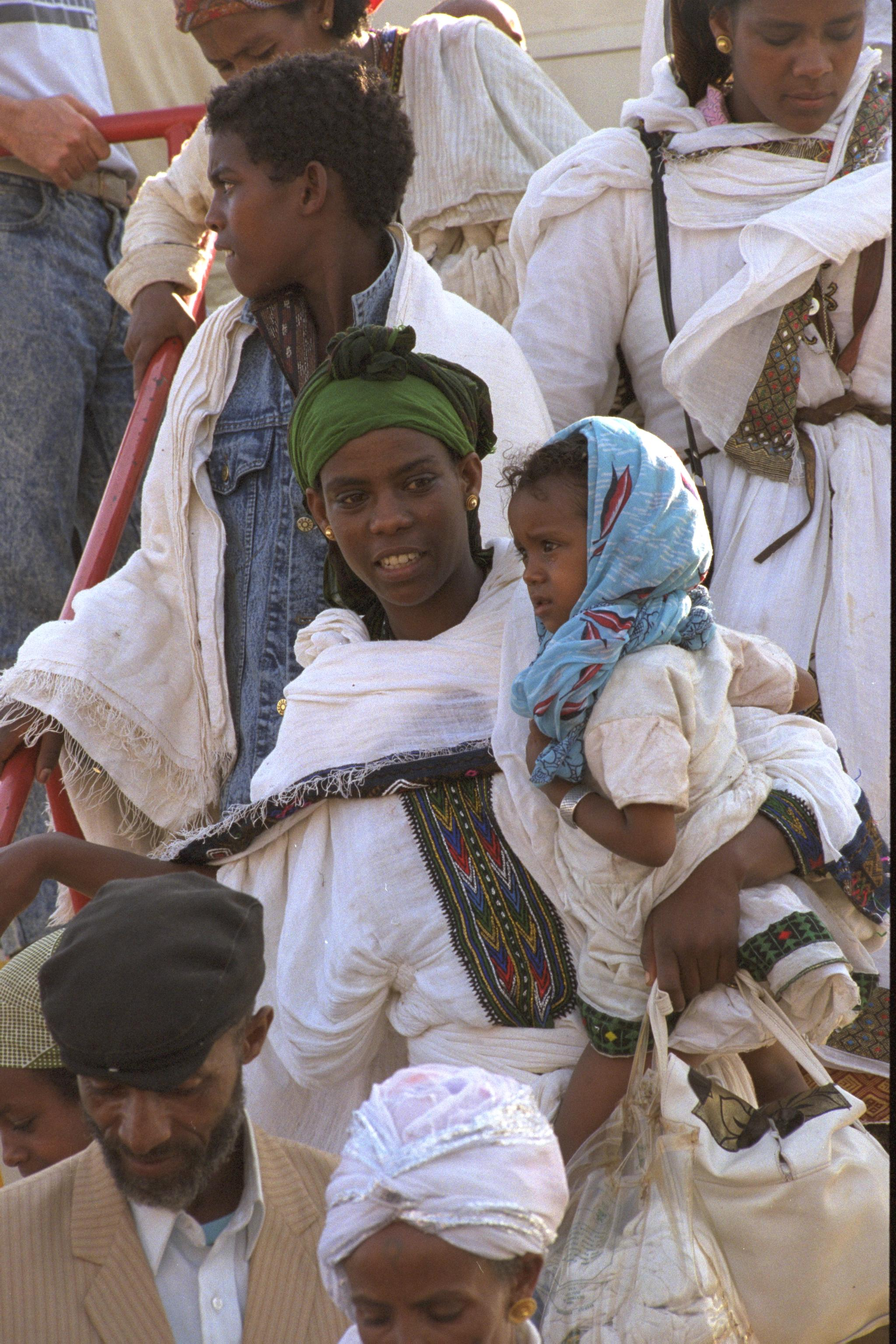
イスラエルに降り立った移住者たち

当時のイスラエル首相は、イツハク・シャミルだった。
その頃、エチオピアは政局が混乱（メンギスツ・ハイレ・マリアムが失脚）していた。エチオピア国内では、ティグレ人民解放戦線やエチオピア人民革命民主戦線などの民族主義者が武装して内戦を起こしており、少数派であるユダヤ教徒は、迫害される恐れが日に日に強まっていた。この状況に、世界のユダヤ人団体は、懸念を示していた。そして、ユダヤ人の故地を自認するイスラエルは、彼らを救出すべきとの世論が出た。一方で、基本的にヨーロッパ出身者が主流を占めるイスラエルと、エチオピアで長年暮らしていた黒人のベタ・イスラエルは、文化的に乖離しすぎているとして、この移住に反対するイスラエル人も多かった。反対者の中には、エチオピア人の精神は幼稚であるとの差別的発言も目立った。
これらの論争を経て、作戦は決定された。また、国内にユダヤ人を多く抱えるアメリカも、イスラエルに協力を申し出た。こうして、かねてから計画していた黒人ユダヤ教徒の移民を、早急に実現に踏み切ることとなった。イスラエル、アメリカ、そしてメンギスツに変わってエチオピアの大統領代理となっていたテスフェイ・ゲブレ・キダンの間で交渉が持たれた。テスフェイは、イスラエルがユダヤ教徒を移住させる案を許可し、イスラエル軍が国内の空港を使うことに同意した。こうして、作戦が始まった。
なお、イスラエルが得たのは空港の使用許可のみであったので、多くのベタ・イスラエルは、混乱のさなかにある国を、空港まで踏破するという苛酷な道行きを強いられた。旅の途中では、窃盗に遭ったり、殺されたりした者も多かった。航空機の空間は限られていたため、座席などは取り外され、より多くの者が乗れるように改造された。
- 期間　-　5月24日（金）10時 - 5月25日（土）11時までの、25時間。
- 距離　-　 ボレ国際空港（アディスアベバ） -  ベン・グリオン国際空港（ロード）までの飛行距離は、片道2400km（約4時間）。
- 機数　-　軍用機と民間機（エル・アル航空）の計35機を、のべ41回飛ばした。
- 一回の最大輸送人員　-　エル・アル航空のボーイング747の1087人（ギネスブックに記録された。ただし、実際には母親のローブに隠れるなどして乗っていた子供が多くおり、これらを含めた人数は1122人とされる[7]）。
- 合計輸送人員　-　約1万4000人[8]

また、作戦の終了後も、断続的にイスラエルに移住するエチオピア人ユダヤ教徒がおり、1990年から1999年の間に、3万9千人以上がイスラエルに入国したという。2015年時点で、イスラエルには約13万5000人のエチオピア系市民がいる。
なお、エチオピアユダヤ人救出は、ソロモン作戦が最初ではなく、1984年頃にはスーダンの政情悪化にともない二つの活動が計画的に実施された。en:Operation Moses（ベルギーのチャーター航空会社、スーダン政府軍、傭兵などが参加）, en:Operation Joshua（アメリカ空軍による）を参照されたい。

## 影響
作戦は成功したが、在来のイスラエル人と、移住したベタ・イスラエルの間では、時に緊張が起こるようになった。2006年の推定では、エチオピアからの移住者の8割が困窮しているという記録がある。
この原因として、エチオピアからの移民の大半は、文字が読めないなど、適切な教育を受けておらず、そのため仕事にありつけなかったとされる。また、彼らはイスラエルの公用語であるヘブライ語やアラビア語も喋れなかった。この状況は、移民たちの子女が成長し、教育を受けた者が社会に出てくるに連れて、徐々に改善され、2016年では失業率は男性で20%、女性で26%とされる。しかし、この数値も、イスラエルの平均よりも遥かに高いものである。イスラエル人の中にある差別意識は、依然として大きいとされている。エチオピアからの移住者は、日常的に差別や暴力を受けている。エチオピア系兵士が警察官2人から暴行される様子が撮影されたビデオが公開されたことを切っ掛けに、2015年5月3日、大規模なデモが発生した。

## 関連文献
- 『エチオピアのユダヤ人 イスラエル大使のソロモン作戦回想紀』（アシェル・ナイム著、鈴木元子訳、明石書店「世界人権問題叢書」2005年）[14]